# Giovanni Arrighi

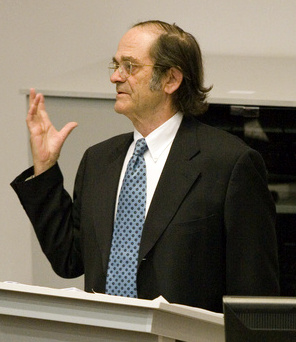
Giovanni Arrighi

Giovanni Arrighi (* 7. Juli 1937 in Mailand, Italien; † 18. Juni 2009 in Baltimore) war ein italienischer Soziologe, der auf dem Gebiet der Politischen Ökonomie forschte. Er war in Anlehnung an Immanuel Wallerstein ein wichtiger Vertreter der Weltsystem-Theorie. Von 1999 bis zu seinem Tod war er Professor an der Johns Hopkins University in Baltimore.

## Leben und Wirken
Arrighi begann ein Studium der Ökonomie an der Wirtschaftsuniversität Luigi Bocconi in Mailand und schloss dieses mit dem Erhalt des Doktorgrades im Jahre 1960 ab. In den folgenden Jahren war er an verschiedenen Universitäten in Afrika und Italien als Dozent tätig.
Ab 1963 arbeitete Arrighi am University College of Rhodesia and Nyasaland (UCRN) in Salisbury (heute Harare). Theoretische bewegte er sich weg von der neoklassischen Theorie mit ihrer mathematischen Modellbildung zu einer historisch-soziologisch fundierten Analyse des Siedlerkapitalismus und der Proletarisierung der afrikanischen Bauern. Zwei seiner Arbeiten spielten eine wichtige Rolle für das junge Fach der Afrikastudien: The Political Economy of Rhodesia (1966) and “Labor Supplies in Historical Perspective: A Study of the Proletarianization of the African Peasantry of Rhodesia” (1969).
In Salisbury wurde er im Juli 1966 zusammen mit acht anderen Dozenten unter dem Vorwurf politischer Aktivitäten verhaftet, da er die Politik der südrhodesischen Regierung der weißen Minderheit kritisiert hatte. Nach einem einwöchigen Gefängnisaufenthalt wurde er abgeschoben. Im direkten Anschluss an diese Ereignisse arbeitete Arrighi im tansanischen Daressalam an der dortigen University of Dar es Salaam, wo er mit Walter Rodney, John Saul und Immanuel Wallerstein in Kontakt kam.
1969 kehrte er nach Europa zurück und übernahm als Lehrbeauftragter im Bereich Soziologie und Gesellschaftswissenschaften u. a. an der Universität Trient verschiedene Lehrtätigkeiten. In den 1970er Jahren wurde er wieder politisch aktiv, befasste sich mit Fragen der Arbeiterautonomie und war 1971 Mitbegründer des Gruppo Antonio Gramsci. Als die Gruppierung mehr und mehr in Richtung eines orthodoxen Marxismus abdriftete, trennte sich Arrighi 1973 von ihr.
Von 1979 bis 1999 war er als Professor der Soziologie am Fernand Braudel Center der State University of New York in Binghamton tätig. Dort lehrte und forschte er am Fernand Braudel Center. Im Jahre 1999 wechselte er an die Johns Hopkins University, an der er bis zum Jahre 2002 als Direktor des Institute for Global Studies in Culture, Power and History fungierte. Von 2003 bis 2009 hatte er an der Johns Hopkins-Universität einen Lehrstuhl für Soziologie inne.
Arrighi war Mitglied einiger wissenschaftlicher Vereinigungen, so auch der American Sociological Association. Seine Bücher und Aufsätze wurden in über 15 Sprachen übersetzt. Er verstarb infolge einer Krebserkrankung im Juni 2009.

## Prognose: Abstieg der Vereinigten Staaten als Welthegemon und Aufstieg Chinas
Arrighi beschreibt den seit dem 16. Jahrhundert andauernden Globalisierungsprozess, bei dem eine Hegemonialmacht die andere ablöse (Holland, England, USA, künftig China). In zahlreichen Büchern und Artikeln zur ökonomischen Staatenkonkurrenz postuliert er die Existenz „systemischer Akkumulationszyklen“. Dieses Postulat gründet auf der Beobachtung von Strukturähnlichkeiten zwischen dem ersten Drittel des 18. Jahrhunderts (dem Ende des Gouden Eeuw der Niederlande) sowie dem Anfang und dem Ende des 20. Jahrhunderts, die schon Fernand Braudel machte. Jeder dieser drei Akkumulationszyklen endete mit dem Rückzug des Kapitals aus dem produktiven Bereich und der Dominanz des Finanzkapitals. Der industrielle Niedergang war jedes Mal mit einer Erhöhung der Importe verbunden, von der andere Regionen profitierten.
Davon ausgehend prognostizierte Arrighi den bevorstehenden Niedergang der Vereinigten Staaten als weltweite Hegemonialmacht. Sämtliche Versuche des Weltregierens durch „Dominanz ohne Hegemonie“ seien gescheitert. Die militärische Macht befinde sich zwar noch in den Händen des Hegemons, der besitze aber nicht mehr die finanziellen Mittel zur Behebung seiner strukturellen Schwäche. Das größte Versagen der neokonservativen imperialen US-Politik habe im Unvermögen bestanden, das aufstrebende China an seinem Aufstieg ins Zentrum der Weltwirtschaft zu hindern, wo es einen vierten Akkumulationszyklus begründen könnte. Arrighi sieht die Basis des Aufstiegs Chinas übrigens nicht in den Marktreformen seit 1980, sondern in der vorhergehenden Landreform, die dafür erst die Grundlage geschaffen habe: Chinas größte Fortschritte im Pro-Kopf-Einkommen traten nach 1980 auf, aber die größten Fortschritte in der Lebenserwartung Erwachsener und – in geringeren Ausmaß – in der Alphabetisierungsrate Erwachsener wurden bereits vor 1980 erreicht. Doch während China zur Zeit des Maoismus wirtschaftlich und außenpolitisch noch sehr schwach war, aber extrem bedrohlich erschien, schwand die Besorgnis im Ausland, nachdem es einen pragmatischen Kurs der wirtschaftlichen Entwicklung eingeschlagen hatte. Tatsächlich erwarb es dadurch aber die Mittel, um seine globalen Ambitionen machtvoll zu vertreten. Laut Arrighi steht eine lange Epoche von Auseinandersetzungen von zwei Tendenzen bevor: der Tendenz der globalen Ökonomie, sich in Ostasien ein neues Zentrum zu schaffen und den US-amerikanischen Ansprüchen auf den Aufbau eines Weltreiches. Weil jedoch die amerikanisch dominierte Weltordnung durch die Stärkung des Dollars die Schuldenkrise der Dritten Welt ausgelöst und ganze Regionen wie den afrikanischen Kontinent untergraben habe, sei mittlerweile deren ökonomische Ausbeutung erheblich erschwert. Für Arrighi weisen alle Zeichen nicht in Richtung einer neuen Weltordnung, sondern eines „systematischen Chaos“.

## Privates
Arrighi war bis zum Ende seines Lebens in zweiter Ehe mit der Soziologin Beverly Silver verheiratet. Er hatte einen Sohn aus früherer Ehe.

## Schriften (Auswahl)
- Mit Beverly Silver: Chaos and Governance in the Modern World System. University of Minnesota Press, Minneapolis 1999, ISBN 0816631514.
- Adam Smith in Beijing. Die Genealogie des 21. Jahrhunderts. VSA Verlag, Hamburg 2008, ISBN 978-3-89965-203-1 (Buch als PDF-Datei).
- Herausgeber mit Christina Kaindl: Kapitalismus reloaded. Kontroversen zu Imperialismus, Empire und Hegemonie. VSA Verlag, Hamburg 2007, ISBN 3-89965-181-2.
- Mit Beverly J. Silver: Die verschlungenen Pfade des Kapitals. Analysen zur Weltgeschichte der Arbeiterbewegung und zu China. VSA Verlag, Hamburg 2009, ISBN 978-3-89965-368-7.
- The long twentieth century. Money, power, and the origins of our times. Verso, London/New York 2010, ISBN 978-1-84467-304-9.
- Givanni Arrighi: Die verschlungenen Pfade des Kapitals. Ein Gespräch mit David Harvey, Hamburg: VSA 2009, 96 Seiten